# Sanna Nielsen

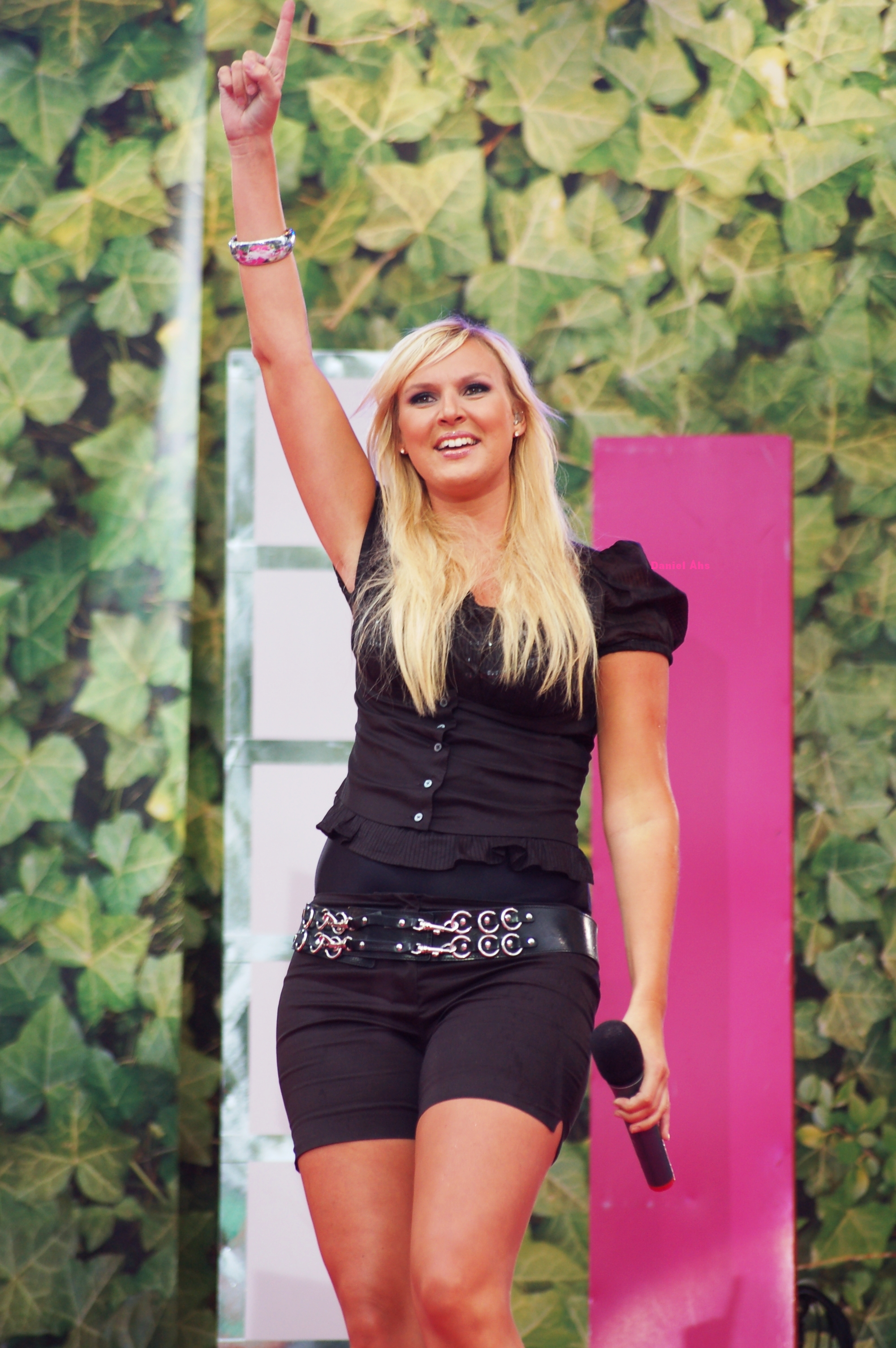
Sanna Nielsen på Gröna Lund, 2008.

Sanna Viktoria Nielsen, född 27 november 1984 i Ivetofta församling, Kristianstads län, är en svensk pop- och tidigare dansbandssångerska. Sanna Nielsen slog igenom i maj 1996 som 11-åring med låten "Till en fågel".
Hon har turnerat i stora delar av Sverige och har deltagit i Melodifestivalen sju gånger, en tävling som hon vann 2014 med låten "Undo". Hon representerade Sverige i Eurovision Song Contest 2014 i Köpenhamn, Danmark där hon från första semifinalen den 6 maj gick vidare och kom på tredje plats i finalen den 10 maj.
Mellan 2016 och 2022 fungerade Nielsen som värd för SVT-programmet Allsång på Skansen.

## Biografi

### Tidiga år
Nielsens musikkarriär började med talangjakter, den första som sjuåring 1992 i Olofström. 1994 deltog hon i en talangjakt i Kallinge och vann med låten "Can You Feel the Love Tonight". Nielsen uppträdde 1995 och 1996 med dansbandet Mats Elmes orkester och fick därigenom kontakt med TV-producenten Ragnar Dahlberg, som lät henne uppträda i ett avsnitt av Café Norrköping den 15 november 1995 när hon var 11 år gammal.
Den 11 maj 1996 tog hon sig direkt in på Svensktoppens andra plats med låten "Till en fågel", skriven av Bert Månson. När låten följande vecka blev etta var Sanna Nielsen den yngsta svenskan någonsin som legat etta på Svensktoppen.
I tv-programmet Skavlan berättade hon hur hon blev mobbad av sina skolkamrater under uppväxtåren i Bromölla för att hon tyckte om att sjunga. "Du ska inte tro att du är någonting", fick hon ofta höra.

### Albumdebut, julturné, andra albumet
I september 1996 utgavs Nielsens debutalbum Silvertoner. En skivrecensent jämförde Nielsen med en ung Carola Häggkvist eller Sissel Kyrkjebø.
Under de följande åren gav Nielsen ut ett julalbum Min önskejul (1997) och en singel, Time to Say Goodbye (1999). 1998 spelade hon Alice i omdubbningen av Disneys Alice i Underlandet. Under gymnasieskoltiden studerade hon på det estetiska programmet med musikinriktning på Heleneholmsgymnasiet i Malmö.
Från 2001 deltog Nielsen fyra gånger med sånger på svenska i melodifestivalen, se separat avsnitt Melodifestivalen.
I december 2001 medverkade Nielsen för första gången i en stor julturné, då tillsammans med Christer Sjögren, Sten Nilsson och Charlotte Perrelli (då Nilsson). I mitten av 2002 turnerade hon med Roger Pontare och i december 2002 medverkade hon i en serie julkonserter med Kalle Moraeus och Tito Beltran. Nielsen var ute på julkonserter med Kalle Moraeus och Tito Beltran både 2003 och 2004.
I februari 2006 kom hennes andra regelrätta album, Nära mej, nära dej, med text och musik av Fredrik Kempe och Marcos Ubeda. I juli-augusti 2007 var hon ute på en turné, "Tre S", tillsammans med Shirley Clamp och Sonja Aldén., ett samarbete som de kommande åren även fortsatte, framför allt i juletider.

### Övergång till engelska
I april 2008 gavs albumet Stronger ut. I samband med detta gick Nielsen från att tidigare främst ha sjungit på svenska till att nu främst sjunga på engelska. I november samma år kom julalbumet Our Christmas tillsammans med Shirley Clamp och Sonja Aldén.
I Melodifestivalen 2008 deltog hon för första gången med engelsk text, med Empty Room som blev tittarnas favorit och låg 45 veckor på Svensktoppen. 
Med låten "Undo" vann Nielsen Melodifestivalen 2014 och Sveriges bidrag slutade på tredje plats i Eurovision Song Contest 2014.
Den 22 juni 2014 var Nielsen värd för Sommar i P1 där hon bland annat berättade om sina första år som sångare. I oktober 2014 medverkade hon i SVT:s Sommarpratarna.
Hösten 2014 musikaldebuterade Nielsen i den kvinnliga huvudrollen Lara i Sverigepremiären av Doktor Zjivago på Malmö Opera.
2015 var hon, tillsammans med Robin Paulsson, programledare för den svenska Melodifestivalen. Hon kommenterade även Eurovision Song Contest 2015 tillsammans med Edward af Sillén.
Från och med 2016 var Sanna Nielsen programledare för Allsång på Skansen. Den 20 juni 2022 meddelade hon att 2022 blir hennes sista säsong som allsångsledare.
Den 24 december 2016 var Sanna Nielsen julvärd i SVT 24 december 2016. Under julafton 2021 höll hon en en timme lång julkonsert på SVT vid namn "Min Sanna jul".

### Melodifestivalen
- 2001 deltog Nielsen med balladen "I går, i dag", skriven av Bert Månson. Låten slutade på tredje plats.
- 2003 framförde hon "Hela världen för mig". Den slutade på femte plats och låg på Svensktoppen i 35 veckor.
- 2005 deltog hon tillsammans med Fredrik Kempe med sången "Du och jag mot världen". Bidraget hamnade på åttonde plats.
- Inför Melodifestivalen 2006 var Nielsen låtskrivarnas förstaval att sjunga "Invincible". Sveriges Television valde dock att låta Carola Häggkvist framföra låten med text på svenska, som "Evighet".[25]
- 2007 tävlade Nielsen med melodin "Vågar du, vågar jag". Den tog sig vidare till finalen i Globen och slutade på sjunde plats med sina 44 poäng.
- 2008 deltog hon med balladen "Empty Room", som från deltävling två i Västerås gick direkt till finalen i Globen den 15 mars samma år. I finalen slutade melodin på andra plats, med totalt 206 poäng. Nielsen fick flest röster från tittarna, men Charlotte Perrelli fick fler poäng än Nielsen från jurygrupperna vilket gav Perrelli den slutgiltiga segern.[26]
- 2011 tävlade Nielsen med låten "I'm in Love", som i finalen slutade på fjärde plats med 114 poäng.
- 2014 vann Nielsen Melodifestivalen med låten "Undo", på två poäng mer än tvåan Ace Wilder. Hon fick genom denna vinst förfrågan att vara förband till Pearl Jam före deras konsert på Friends Arena i Solna sommaren 2014.
  - Eurovision Song Contest 2014 i Köpenhamn såg Nielsen representera Sverige i den första semifinalen den 6 maj 2014.[27] Flera vadslagningsfirmor hade "Undo" som en av favoriterna till att vinna Eurovision-finalen.[28] Efter semifinalen gick Sverige upp som etta och vinnarfavorit på oddsen, men i finalen kom hon slutligen trea.Sanna Nielsen i april 2014 inför Eurovision Song Contest i Köpenahmn.

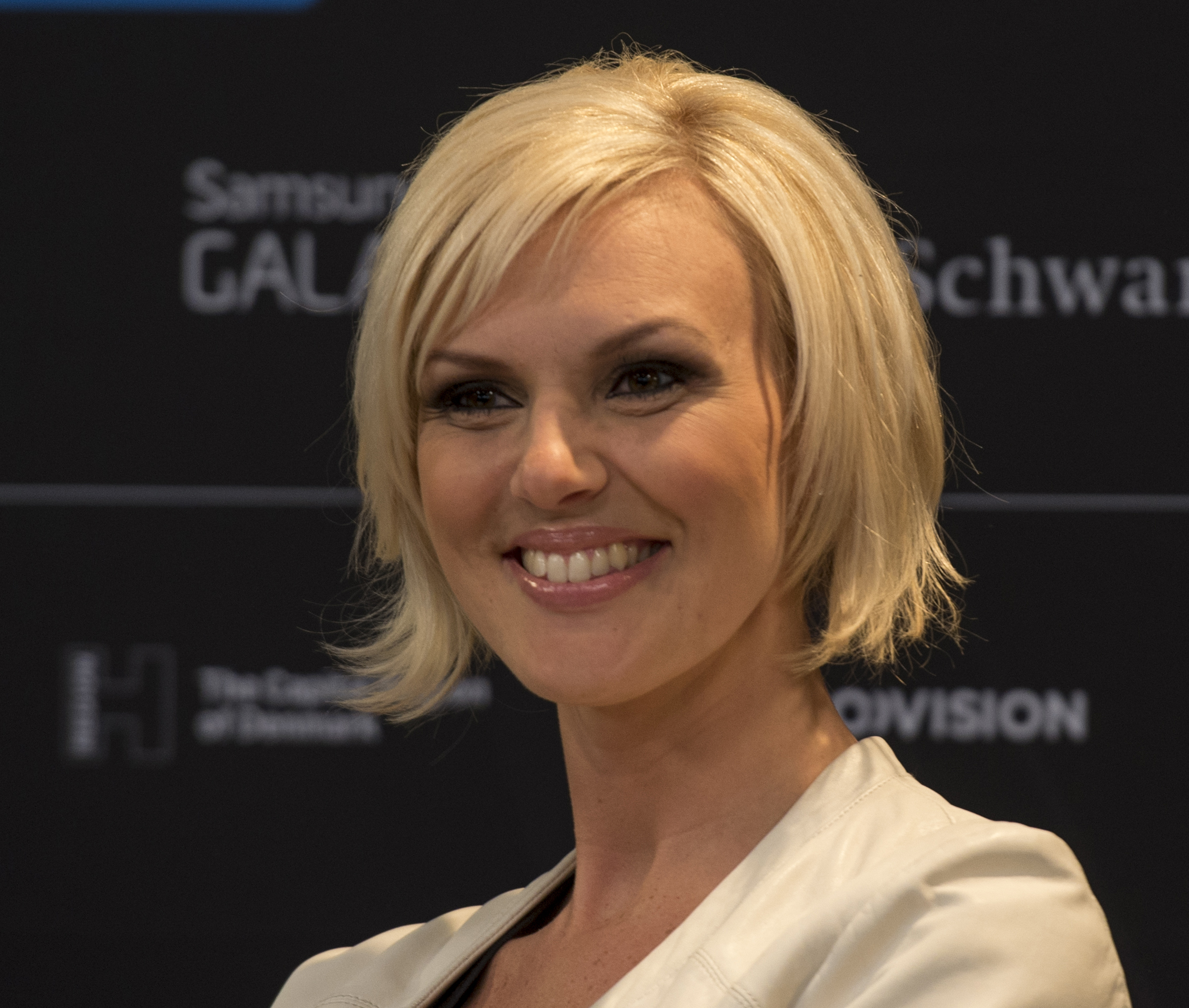
Sanna Nielsen i april 2014 inför Eurovision Song Contest i Köpenahmn.

### Familj
Nielsen har sitt danska efternamn från sin farfar som var dansk och bodde i Århus. Hon är sedan 2008 sambo med gitarristen Joakim Ramsell, och tillsammans fick de i oktober 2021 en son med namnet Gibson.

## Solodiskografi

### Album
- 1996 – Silvertoner
- 1997 – Min önskejul
- 1999 – Människan och skapelsen
- 2006 – Nära mej, nära dej
- 2007 – Sanna 11-22
- 2008 – Stronger
- 2011 – I'm in Love
- 2012 – Vinternatten
- 2013 – Min jul
- 2014 – 16 bästa (samlingsalbum)
- 2014 – 7

### Singlar
- 1996 – "Till en fågel"
- 1998 – "I Love the Summertime" (radio mix)/"I Love the Summertime" (G-spice summer mix) ("Låt sommaren gunga dig")
- 1999 – "Time To Say Goodbye"
- 1999 – "Bromölladagarna": "Fest i vår by"/"Fest i vår by"
- 2001 – "I går, i dag"/"Still too Young (I går, i dag)"
- 2003 – "Prinsessans stjärnor" (med Peter Glyt)
- 2003 – "Hela världen för mig"/"All That It Takes (Hela världen för mig)"
- 2005 – "Du och jag mot världen" (originalversion)/"Du och jag mot världen" (karaokeversion) (duett med Fredrik Kempe)
- 2005 – "Vägen hem"/"Vägen hem (instrumental version)"
- 2006 – "Rör vid min själ" ("You Raise Me Up")/"Koppången"
- 2007 – "Vågar du, vågar jag"
- 2008 – "Empty Room"
- 2008 – "Nobody Without You"/"Empty Room (acoustic version)"
- 2009 – "I Can Catch the Moon"
- 2010 – "Devotion"
- 2010 – "Part of Me"
- 2011 – "I'm in Love"
- 2011 – "Can't Stop Love Tonight"
- 2012 – "Viskar ömt mitt namn"
- 2014 – "Undo"/"Undo (instrumental)"

## Låtar på listorna

### Melodier på Svensktoppen
- 1996 – "Till en fågel"
- 1996 – "När jag hör honom spela för vinden"
- 1997 – "I mitt album"
- 1998 – "Där bor en sång"
- 2001 – "I går, i dag"
- 2003 – "Hela världen för mig"
- 2005 – "Du och jag mot världen" (duett med Fredrik Kempe)
- 2005 – "Vägen hem"
- 2007 – "Vågar du, vågar jag"
- 2008–2009 – "Empty Room"
- 2008 – "Nobody Without You"
- 2009 – "I Can Catch the Moon"
- 2010 – "Devotion"
- 2010 – "Part of Me"
- 2011 – "I'm in love"
- 2014 – "Undo"
- 2016 - Dansar bort med någon annan
- 2018 - Det vänder nu

#### Missade svensktoppslistan
- 2006 – "Nära mej"
- 2008 – "Another Winter Night", med Sonja Aldén och Shirley Clamp
- 2014 - Rainbow
- 2017 - Inte ok
- 2018[källa behövs] - Innan du lämnar mig
- 2018 - Christmas candle

### Melodier på Trackslistan
- 2008 – "Empty Room"

## Filmografi

### Film
| År   | Film                | Roll  | Notering                                                    |
| ---- | ------------------- | ----- | ----------------------------------------------------------- |
| 1998 | Alice i Underlandet | Alice | Röst, tal och sång i svensk omdubbning av Walt Disneys film |

## Teater
| År   | Roll          | Produktion                                                              | Regi             | Teater        |
| ---- | ------------- | ----------------------------------------------------------------------- | ---------------- | ------------- |
| 2014 | Lara Antipova | Doktor Zjivago Lucy Simon, Michael Korie, Amy Powers och Michael Weller | Ronny Danielsson | Malmö Opera   |
| 2016 | Medverkande   | Oscarsrevyn, revy Calle Norlén                                          | Edward af Sillén | Oscarsteatern |
| 2020 | Fanny Brice   | Funny Girl Jule Styne, Bob Merrill och Isobel Lennart                   | Ronny Danielsson | Malmö Opera   |

## Priser och utmärkelser
- 2002 – Ulla Billquist-stipendiet, 25 000 kronor[32]
- 2002 – Birgit Nilssons stipendium[33]
- 2003 – Årets skåning[34]
- 2008 – Årets låt,[35] Empty Room, Gaygalan 2008
- 2008 – Årets Lidingöbo
- 2008 – Marcel Bezencon Award, pressens och kompositörernas pris för "Empty room" i Melodifestivalen
- 2009 – Mottog pris ur Truxas minnesfond
- 2014 – Marcel Bezencon Award, pressens pris för "Undo" i Melodifestivalen
- 2014 – Edvardpriset
- 2018 – Kristallen 2018, årets kvinnliga programledare
- 2019 – Kristallen 2019, årets kvinnliga programledare